# Chamaedorea metallica
Chamaedorea metallica O.F.Cook ex H.E.Moore è una pianta appartenente alla famiglia delle Arecacee (sottofamiglia Arecoideae, tribù Chamaedoreeae).

## Descrizione
È una palma con fusto unico, eretto, alto circa 1,5 m, con nodi non pronunciati e internodi lunghi fino a 3 cm. Le foglie, semplici, sono di colore verde metallico, generalmente in numero di 10-14 per pianta, con lamina fogliare di forma cuneato-obovata con apice bifido. In natura fiorisce da maggio ad agosto con un'infiorescenza infrafoliare. Il frutto è di forma ovoidale, nero a maturazione.

## Distribuzione e habitat
È endemica del Messico meridionale.